# Rahel Varnhagen
Rahel Varnhagen (Berlijn, 19 mei 1771 – aldaar, 7 maart 1833) was een Duitse salonnière, filosofe en schrijfster van Joodse afkomst.
Varnhagen (geboren als Rahel Levin) was de dochter van de joodse bankier en juwelier Markus Levin en zijn echtgenote Chaie Levin. Tijdens haar jeugd was Varnhagen een hartsvriendin van Dorothea Schlegel (toen: Dorothea Mendelssohn) de dochter van filosoof Moses Mendelssohn. Varnhagen organiseerde tussen 1790 en 1806 belangrijke salons in Berlijn. Haar salon op haar zolder aan de Jägerstrasse werd bezocht door belangrijke personen uit de Berlijnse intelligentsia, waaronder Alexander en Wilhelm von Humboldt, Friedrich Gentz, Clemens Brentano, Adelbert von Chamisso, Ludwig Tieck, Louis Ferdinand van Pruisen (1772-1806) en zijn minnares Pauline Wiesel. Na 1819 opende Varnhagen een tweede salon aan de Mauerstrasse in Berlijn waar de bezoekers meer uit geëngageerden van de literaire stroming Junges Deutschland - als Heinrich Heine en Ludwig Börne - bestond.
Voor haar huwelijk met de diplomaat en biograaf Karl August Varnhagen von Ense in 1814 bekeerde Varnhagen zich tot het christendom. Varnhagen von Ense publiceerde na Rahels dood verschillende boeken in haar nagedachtenis; Rahel, ein Buch des Andenkens für ihre Freunde (3 vols., 1834) en Galerie von Bildnissen aus Rahels Umgang (2 vols., 1836).
In het begin van de 20e eeuw werden in Berlijn werken van Körner heruitgegeven door Augusta Weldler-Steinberg.

## Biografie
- Hannah Arendt, Rahel Varnhagen. Lebensgeschichte einer deutschen Jüdin aus der Romantik (Piper Verlag)

- Bibsys: 90055869
- Biblioteca Nacional de España: XX1183701
- Bibliothèque nationale de France: cb12027235r (data)
- Biografisch Portaal: 98538955
- Catàleg d'autoritats de noms i títols de Catalunya: 981058615059106706
- CiNii: DA01595413
- Gemeinsame Normdatei: 118626175
- International Standard Name Identifier: 0000 0001 0877 8042
- Library of Congress Control Number: n81020247
- Nationale Bibliotheek van Letland: 000212145
- Bibliotheek van het Japanse parlement: 00621590
- Nationale Bibliotheek van Tsjechië: mzk2009510156
- Nationale bibliotheek van Australië: 36117075
- Nationale Bibliotheek van Israël: 987007269416705171
- Nationale Bibliotheek van Polen: a0000001611892
- Nederlandse Thesaurus van Auteursnamen: 068455216
- LIBRIS: 200671
- SNAC: w6zq9fk5
- Système universitaire de documentation: 027669815
- Trove: 1215046
- Virtual International Authority File: 22156190
- WorldCat: E39PBJppGvd3GfMHhYKd93Y9Dq